# Velleminfroy
Velleminfroy ist eine Gemeinde im französischen Département Haute-Saône in der Region Bourgogne-Franche-Comté.

## Geographie
Velleminfroy liegt auf einer Höhe von 295 m über dem Meeresspiegel, fünf Kilometer südöstlich von Saulx und etwa Kilometer ostnordöstlich der Stadt Vesoul (Luftlinie). Das Dorf erstreckt sich im zentralen Teil des Départements, in einer Mulde südlich des Tals der Colombine.
Die Fläche des 6,02 km² großen Gemeindegebiets umfasst einen Abschnitt in der gewellten Landschaft zwischen dem Becken von Vesoul im Westen und der Ebene von Lure im Osten. Der zentrale Teil des Gebietes wird von der Mulde von Velleminfroy eingenommen, die vom Dorfbach nach Norden zur Colombine entwässert wird. Die Colombine, ein Zufluss des Durgeon, markiert streckenweise die nördliche Grenze. Ihre Talniederung liegt auf durchschnittlich 280 m und weist eine Breite von maximal einem Kilometer auf. Landwirtschaftliche Nutzung herrscht hier vor. Am Talrand befindet sich eine Mineralquelle. Nördlich des Tals reicht das Gebiet in die Waldung des Bois de Vaugirard.
Flankiert wird die Mulde von Velleminfroy von teils bewaldeten, teils mit Wiesland bestandenen Anhöhen: im Osten vom Bois de la Bougère (322 m), im Süden vom Bois de Chassaigne (332 m) und dem Haut de Theux (366 m) und im Westen von der Valdoie, auf der mit 379 m die höchste Erhebung von Velleminfroy erreicht wird. Mit einem schmalen Zipfel erstreckt sich das Gemeindeareal südwärts bis in die Niederung des Ruisseau de la Prairie im Einzugsgebiet des Ognon. In geologisch-tektonischer Hinsicht besteht das Gelände aus einer Wechsellagerung von sandig-mergeligen und kalkigen Sedimenten, die während der Lias (Unterjura) abgelagert wurden. An einigen Orten tritt auch Muschelkalk aus der mittleren Trias zutage.
Nachbargemeinden von Velleminfroy sind Châtenois im Norden, La Creuse und Pomoy im Osten, Calmoutier im Süden sowie Colombotte im Westen.

## Geschichte
Überreste eines gallorömischen Verkehrsweges weisen auf eine frühe Besiedlung des Gebietes hin. Erstmals urkundlich erwähnt wird Velleminfroy bereits im Jahr 815 unter dem Namen Villa Manfredi. Im Mittelalter gehörte das Dorf zur Freigrafschaft Burgund und darin zum Gebiet des Bailliage d’Amont. Die lokale Herrschaft hatte das Kloster Luxeuil inne. Zusammen mit der Franche-Comté gelangte der Ort mit dem Frieden von Nimwegen 1678 definitiv an Frankreich. Heute ist Velleminfroy Mitglied des Gemeindeverbandes Triangle Vert.

## Sehenswürdigkeiten
Die Dorfkirche Saint-Michel in Velleminfroy wurde 1847 neu erbaut und besitzt einen reich skulptierten Altar und ein Taufbecken aus dem 18. Jahrhundert sowie mehrere Grabplatten. Aus dem 15. Jahrhundert stammt der Calvaire im oberen Dorfteil.

## Bevölkerung
| Jahr                       | 1962 | 1968 | 1975 | 1982 | 1990 | 1999 | 2006 | 2018 |
| Einwohner                  | 203  | 172  | 205  | 221  | 247  | 277  | 275  | 297  |
| Quellen: Cassini und INSEE |      |      |      |      |      |      |      |      |

Mit 296 Einwohnern (1. Januar 2022) gehört Velleminfroy zu den kleinen Gemeinden des Département Haute-Saône. Nachdem die Einwohnerzahl in der ersten Hälfte des 20. Jahrhunderts deutlich abgenommen hatte (1881 wurden noch 413 Personen gezählt), wurde seit Beginn der 1970er Jahre wieder ein Bevölkerungswachstum verzeichnet. Die Zahlen stammen aus den Datensätzen von Cassini und INSEE.

## Wirtschaft und Infrastruktur
Velleminfroy war bis weit ins 20. Jahrhundert hinein ein vorwiegend durch die Landwirtschaft (Ackerbau, Obstbau und Viehzucht) und die Forstwirtschaft geprägtes Dorf. Heute gibt es einige Betriebe des lokalen Kleingewerbes. In den letzten Jahrzehnten hat sich das Dorf zu einer Wohngemeinde gewandelt. Viele Erwerbstätige sind deshalb Wegpendler, die in den größeren Ortschaften der Umgebung und in der Agglomeration Vesoul ihrer Arbeit nachgehen.
Im Weiler Château-Grenouille befindet sich außerdem, seit 2015 wieder, die Abfüllanlage der Mineralwasserquelle Velleminfroy mit einer Kapazität von 50.000 Flaschen am Tag.
Die Ortschaft ist verkehrstechnisch gut erschlossen. Sie liegt nahe der Hauptstraße N19, die von Vesoul nach Belfort führt. Weitere Straßenverbindungen bestehen mit Saulx und La Creuse.